# Ajdovska jama
Ajdovska jama este o arie protejată (arie specială de conservare — SAC, sit de importanță comunitară — SCI) din Slovenia întinsă pe o suprafață de 1.721,57 ha, integral pe uscat.

## Localizare
Centrul sitului Ajdovska jama este situat la coordonatele 45°56′24″N 15°26′38″E / 45.9401°N 15.444°E.

## Înființare
Situl Ajdovska jama a fost declarat sit de importanță comunitară în aprilie 2004 pentru a proteja 5 specii de animale. Situl a fost protejat și ca arie specială de conservare în februarie 2012.

## Biodiversitate
Situată în ecoregiunea continentală, aria protejată conține 2 habitate naturale: Păduri de fag Luzulo-Fagetum, Păduri ilirice de stejar și carpen (Erythronio-Carpinion).
La baza desemnării sitului se află mai multe specii protejate:
- mamifere (3): liliac cărămiziu (Myotis emarginatus), liliacul mediteranean cu potcoavă (Rhinolophus euryale), liliacul mare cu potcoavă (Rhinolophus ferrumequinum)
- nevertebrate (2): Austropotamobius torrentium, fluturele-tigru (Callimorpha quadripunctaria)